# Barco objetivo

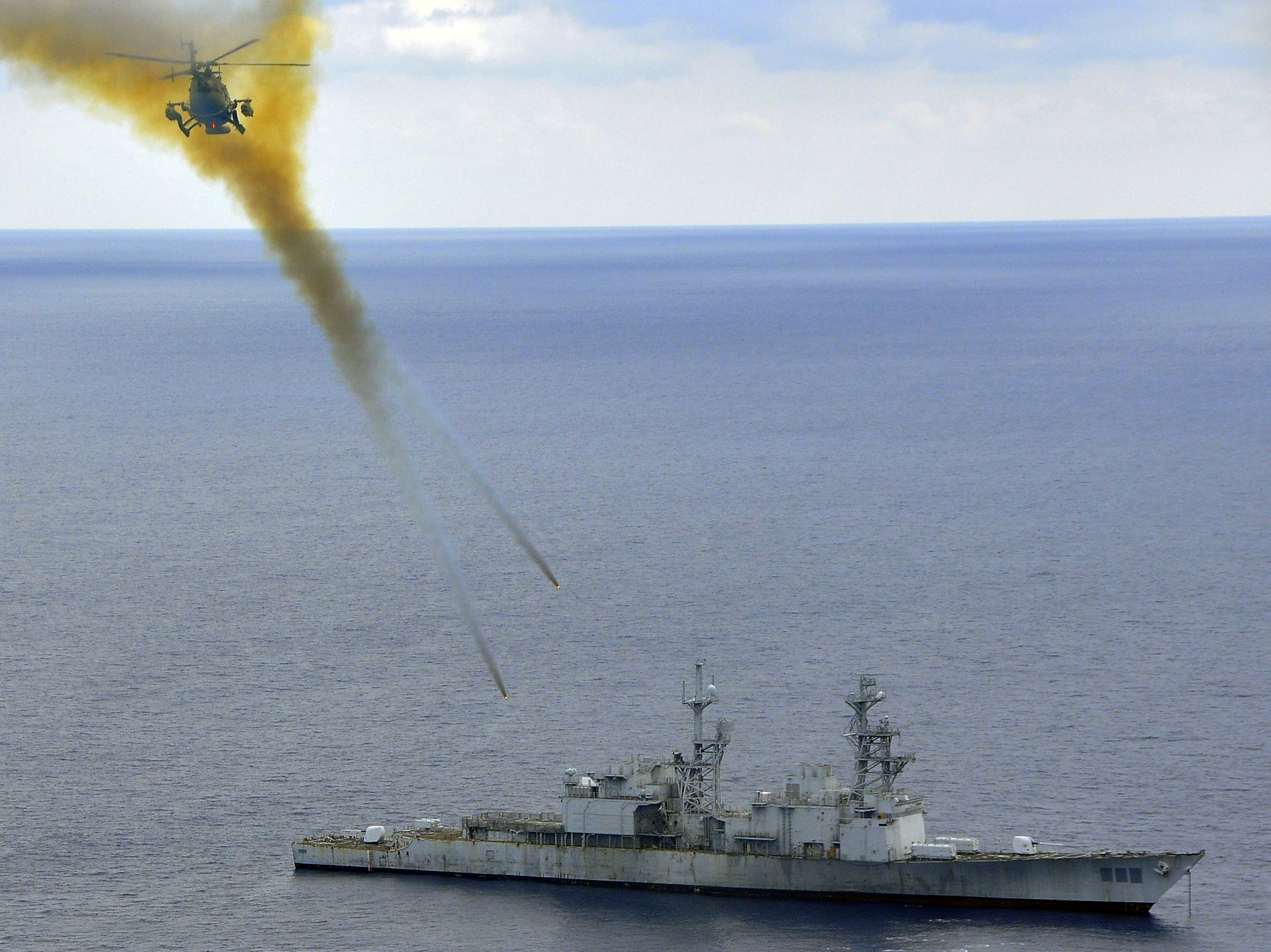
Un helicóptero mexicano dispara cohetes contra el antiguo USS Conolly (DD-979) de la clase Spruance durante UNITAS Gold en 2009.

Una nave objetivo o barco objetivo o blanco naval (en inglés target ship o simplemente target) es una embarcación, generalmente un buque de guerra obsoleto o capturado, utilizado como objetivo marítimo para la práctica de artillería naval o para pruebas de armas. Los objetivos se pueden usar con la intención de probar la efectividad de tipos específicos de armas y municiones; o la nave objetivo puede usarse durante un período prolongado de práctica de rutina con munición especializada no explosiva. Las posibles consecuencias de un naufragio a la deriva requieren una preparación cuidadosa del barco objetivo para evitar la contaminación, o un riesgo de colisión flotante o sumergida para la navegación marítima.

## Justificación

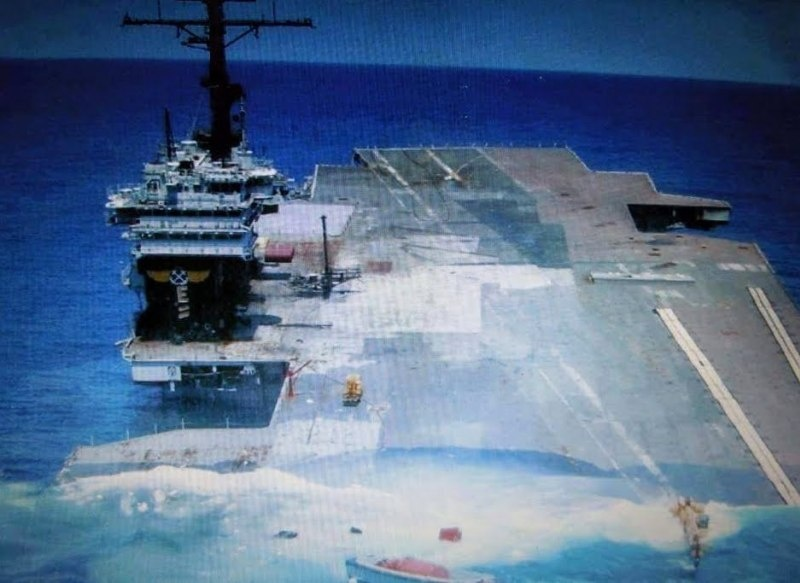
El USS America hundiéndose en el Atlántico en 2005 como blanco naval. Es el buque de guerra más grande jamás hundido.

El hundimiento de buques de guerra redundantes es una forma efectiva de probar nuevas armas y buques de guerra de la manera más realista posible. Si bien los torpedos de práctica se disparan con bastante frecuencia, se comportan de manera diferente a los disparos de guerra.

## Preparación
Para cumplir con las normas ambientales, de salud y de seguridad, los barcos ahora deben limpiarse a fondo para que se eliminen todos los materiales peligrosos y contaminantes potenciales (como el asbesto, fueloil, refrigerantes, etc.). En caso de que la embarcación se convierta en un arrecife artificial, también deben crearse salidas de escape en la embarcación, en caso de que los buzos encuentren problemas. Ahora también es una práctica común eliminar números de banderines y hundir los buques de guerra de forma anónima, como una señal de respeto a quienes navegaban en ellos.

## Ejemplos notables
Pacificateur
En septiembre de 1819, el ingeniero francés y el oficial de artillería del ejército Henri-Joseph Paixhans escribió al Ministerio de la Marina para proponer un sistema de espoleta para disparar proyectiles explosivos contra buques de guerra de madera, en lugar de las habituales bolas macizas que entonces eran de uso naval general. Una comisión estudió el asunto y decidió construir dos cañones Paixhans para fines de prueba en 1822.
En 1824, el navío de línea de 80 cañones Pacificateur, hecho redundante por la Restauración Borbónica, fue seleccionado como barco objetivo de pruebas. Era un navío de dos cubiertas de clase Bucentaure, del mismo tipo que el buque insignia francés de la Batalla de Trafalgar. Los dos prototipos fueron disparados contra ella con un efecto devastador. Esto llevó a la adopción de los cañones Paixhans en 1827. Fueron utilizados con gran efecto en la Batalla de San Juan de Ulúa, en interés de los observadores británicos y estadounidenses, que anunciaron la desaparición de los buques de guerra de madera y la aparición de la era del acorazado.
Baden
En 1921, el ex acorazado alemán SMS Baden fue utilizado por la Royal Navy para probar nuevos tipos de proyectiles. Las pruebas indicaron que el blindaje de fuerza media no podía detener los últimos proyectiles perforantes, lo que provocó que los británicos cambiaran a un esquema de blindaje de todo o nada para sus nuevos acorazados. El Baden fue hundido en Hurd Deep.
Agamemnon y Centurion
El acorazado británico pre-dreadnought HMS Agamemnon se convirtió en un buque dirigido por control remoto y  entre 1920 y 1921 se utilizó para la evaluación de los daños que podrían ser causados por las aeronaves y los disparos de cañones de diversos calibres. Fue reemplazado en el papel por el acorazado HMS Centurion en 1926.
Iowa

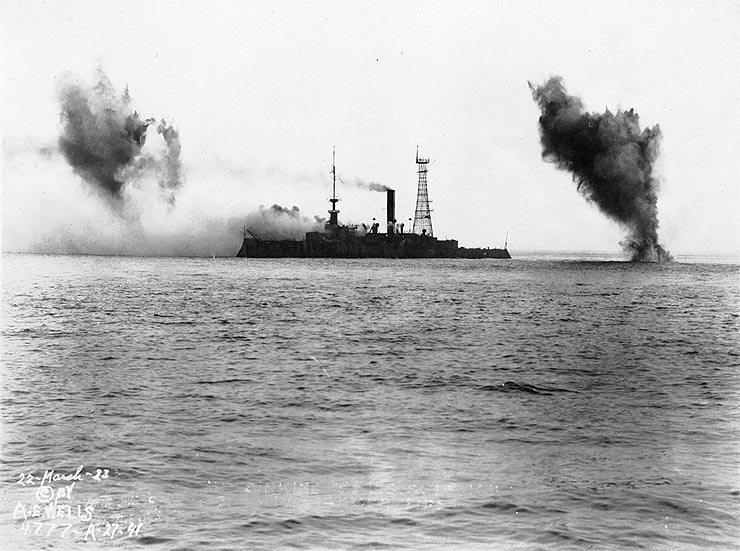
El USS Iowa bajo fuego, antes de su hundimiento (marzo de 1923).

Después de que terminó la Primera Guerra Mundial, la Armada y el Ejército de los Estados Unidos realizaron pruebas de tiro para atacar buques de guerra desde el aire. Para obtener las pruebas lo más cerca posible de las condiciones de guerra, el USS Iowa se convirtió en un barco objetivo controlado por radio, el primero en la historia naval de los Estados Unidos. Un conocido ingeniero de radio, John Hays Hammond Jr., desarrolló el equipo de control de radio para el Iowa. En 1923, el Iowa fue hundido frente a la costa del Pacífico de Panamá durante los ejercicios de la flota, con miembros del Congreso de los Estados Unidos y la prensa asistiendo, por el acorazado USS Mississippi. A principios de la década de 1930, la Armada de los Estados Unidos hizo un esfuerzo considerable en el desarrollo de barcos teledirigidos y dotó al destructor Stoddert de controles de radio mejorados desarrollados por el Teniente Comandante Boyd R. Alexander, un oficial de diseño de radio, y el Laboratorio de Investigación Naval en Bellevue DC para más prueba y evaluación. La evaluación resultó tan exitosa que la Armada de los Estados Unidos amplió sus planes para buques de guerra controlados por radio y en 1932 el obsoleto acorazado USS Utah y los destructores Boggs y Kilty fueron modificados.
James Longstreet
Un espectáculo familiar durante más de cincuenta años en la Bahía de Cape Cod, Massachusetts, fue el SS James Longstreet. Este barco de la clase Liberty de la Segunda Guerra Mundial fue remolcado a un banco de arena a 5,6 km (3,5 millas) de la costa en 1944 y fue utilizado para las prácticas de bombardeo durante la Guerra de Vietnam.

Operación Crossroads
La Operación Crossroads fue una serie de pruebas nucleares de Estados Unidos de 1946 en el atolón Bikini que utilizó 95 barcos objetivo. Algunos eran barcos estadounidenses obsoletos, como el USS Nevada, otros eran barcos entregados por los países del Eje al final de la Segunda Guerra Mundial, como el crucero pesado alemán Prinz Eugen y el acorazado japonés Nagato.
Torrens
La Marina Real Australiana (RAN) hundió el HMAS Torrens (HMAS Torrens (DE 53)). el 14 de junio de 1999 con un torpedo Mark 48 disparado desde el submarino de clase Collins HMAS Farncomb. El Torrens fue el último de seis destructores de escolta de la clase River de Australia , los otros (Derwent, Parramatta, Stuart, Swan y Yarra) habían sido eliminados previamente. Antes del hundimiento del Torrens había sido limpiado a fondo de todos los combustibles, lubricantes y sustancias potencialmente dañinas para el medio ambiente. Su torreta fue donada a la ciudad sudoccidental de Albany. Luego, el Torrens fue remolcado desde la Base de la Flota Oeste (HMAS Stirling) 90 kilómetros (56 millas) hacia el mar, al oeste de Perth. El submarino disparó el torpedo al objetivo estacionario desde una posición sumergida en el horizonte.
El hundimiento del Torrens fue una muestra de potencia de fuego que proporcionó una publicidad positiva muy necesaria para los submarinos de la clase Collins, plagada de numerosos problemas técnicos y criticada por problemas con el sistema de combate y la reducción de ruido. Ric Shalders, comandante del Escuadrón Submarino dijo que "el requisito de nuevas pruebas submarinas, la nueva necesidad de probar el lote de guerra y la disponibilidad del Torrens se unieron para producir un resultado muy satisfactorio".

## Como ejercicios

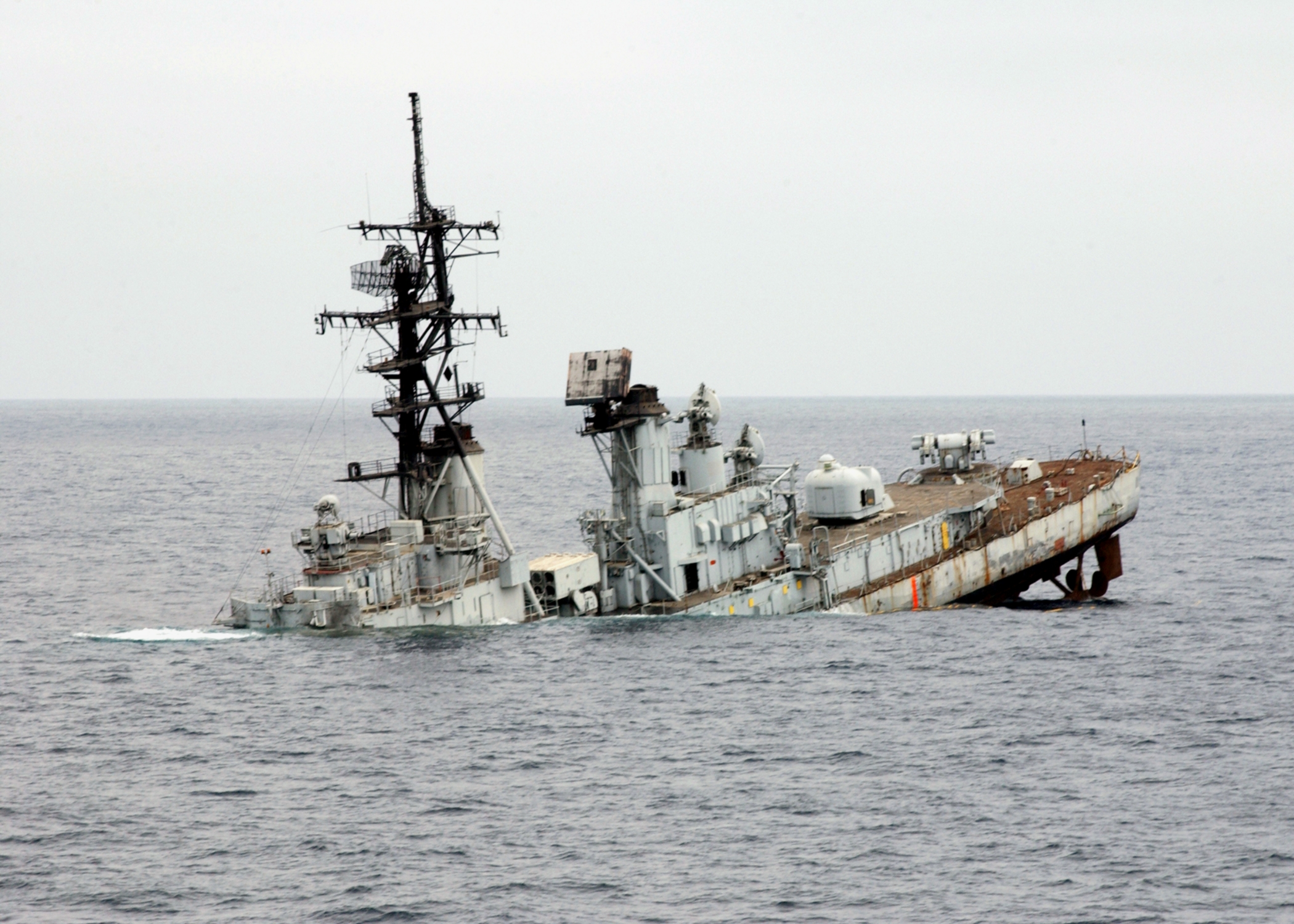
El USS Towers (DDG-9) hundiéndose al final de un ejercicio SINKEX.

El término militar estadounidense Sink Exercise (SINKEX) se usa para probar un sistema de armas que generalmente involucra un torpedo o un ataque con misiles de una nave objetivo no tripulada. La Armada de los Estados Unidos usa los SINKEX para entrenar a sus marineros en el uso de armas modernas.
Esta técnica se utiliza para deshacerse de buques de guerra desarmados. La Marina de los Estados Unidos realiza SINKEX al norte de Kauai, Hawái, en el Océano Pacífico frente a la costa de California y cerca de Puerto Rico.